# Shaochilong
 Shaochilong  ist eine Gattung theropoder Dinosaurier aus der Gruppe der Carcharodontosauridae. Der bisher einzige Fund, ein sehr fragmentarisches Skelett, stammt aus der Oberkreide (Turonium) der chinesischen Provinz Inneren Mongolei. Dieser Fund wurde bereits von Hu (1964) als Art von Chilantaisaurus (Chilantaisaurus maortuensis) erstmals beschrieben. Stephen L. Brusatte und Kollegen (2009) beschrieben den Fund jedoch als eigenständige Gattung.

## Merkmale
Shaochilong war ein relativ kleinwüchsiger Carcharodontosauridae mit einer vergleichsweise kurzen Schnauze. Das gefundene Skelett gehörte wahrscheinlich zu einem ausgewachsenen oder fast ausgewachsenen Individuum. Seine Länge wird auf 5 bis 6 Meter geschätzt, basierend auf der Länge der Zahnreihe im Oberkiefer. Der Oberschenkelknochen wird auf 61,5 Zentimeter Länge geschätzt, was auf ein Gewicht von etwa 500 Kilogramm deutet. Ein einzigartiges Merkmal (Autapomorphie) dieser Gattung ist ein kleiner Sagittalkamm, ein etwa 10 Millimeter hoher, scharfer Kamm auf der Mittellinie des Schädels, der vom paarigen Stirnbein (Frontale) gebildet wird. Sagittalkämme wurden bislang lediglich bei Vertretern der Coelurosauria nachgewiesen.

## Paläobiogeographie
Shaochilong ist der erste unzweifelhafte Vertreter der Carcharodontosauridae, der in Asien entdeckt wurde. Seine Entdeckung erlaubt Rückschlüsse auf die globale Entwicklung der Faunen während der Kreidezeit. So waren die Carcharodontosauridae vermutlich weltweit verbreitet (kosmopolitisch) und fehlen lediglich in Australien und Antarktika, zwei Kontinente, deren Fossilüberlieferung sehr lückenhaft ist. Außerdem zeigt dieser Fund, dass Asien zur Zeit des Turoniums nicht mehr von anderen Kontinenten isoliert war, sondern dass bereits ein Faunenaustausch stattfinden konnte.

## Systematik
Shaochilong ist ein Vertreter der Carcharodontosauridae, einer Gruppe innerhalb der Carnosauria. Eine phylogenetische Analyse kommt zu dem Ergebnis, dass Shaochilong zu den abgeleiteten (fortgeschrittenen) Carcharodontosauridae gehört, also nicht an der Basis des Stammbaums dieser Gruppe stand. Er war mit Gattungen aus Südamerika und Afrika (Giganotosaurus, Mapusaurus, Tyrannotitan und Carcharodontosaurus) näher verwandt als mit Gattungen aus Europa und Nordamerika (wie Neovenator und Acrocanthosaurus). Der zeitgenössische, aber deutlich größere Chilantaisaurus wird ebenfalls der Carcharodontosauridae zugeschrieben, gehört aber zu einer ursprünglicheren Untergruppe (die Neovenatoridae). Der Befund, dass zwei Vertreter der Carcharodontosauridae während der mittleren Kreidezeit nebeneinander vorkommen, ist ein Indiz dafür, dass die Carnosauria zu dieser Zeit in den Nordkontinenten (Laurasia) noch immer die dominierende Theropodengruppe gewesen sind, und dass die Tyrannosaurier erst in der späten Kreidezeit zur vorherrschenden Gruppe wurden.

## Fund und Namensgebung
Der einzige Fund (Holotyp, Exemplarnummer IVPP V2885.1-7) besteht aus einem guterhaltenen Hirnschädel, Teilen des Gesichtschädels (Stirnbein (Frontale), Scheitelbein (Parietale) und Nasenbein (Nasale)), einem Oberkiefer, dem zweiten Halswirbel (Axis) sowie sechs Schwanzwirbeln. Diese Knochen gehörten wahrscheinlich zu einem einzigen Individuum. Der Fund stammt aus der Ulansuhai-Formation. Andere Dinosaurierfunde aus dieser Formation schließen den Neovenatoriden Chilantaisaurus, den Ornithomimosaurier Sinornithomimus, den Ankylosaurier Gobisaurus sowie einen Iguanodontiden mit ein.
Die Gattung Shaochilong wurde 2009 von Brusatte und Kollegen erstmals wissenschaftlich beschrieben. Der Name stammt aus dem Chinesischen und bedeutet so viel wie „Haizahndrache“ (shaochi – „Haizahn“, long – „Drache“).